# Georges Moreau

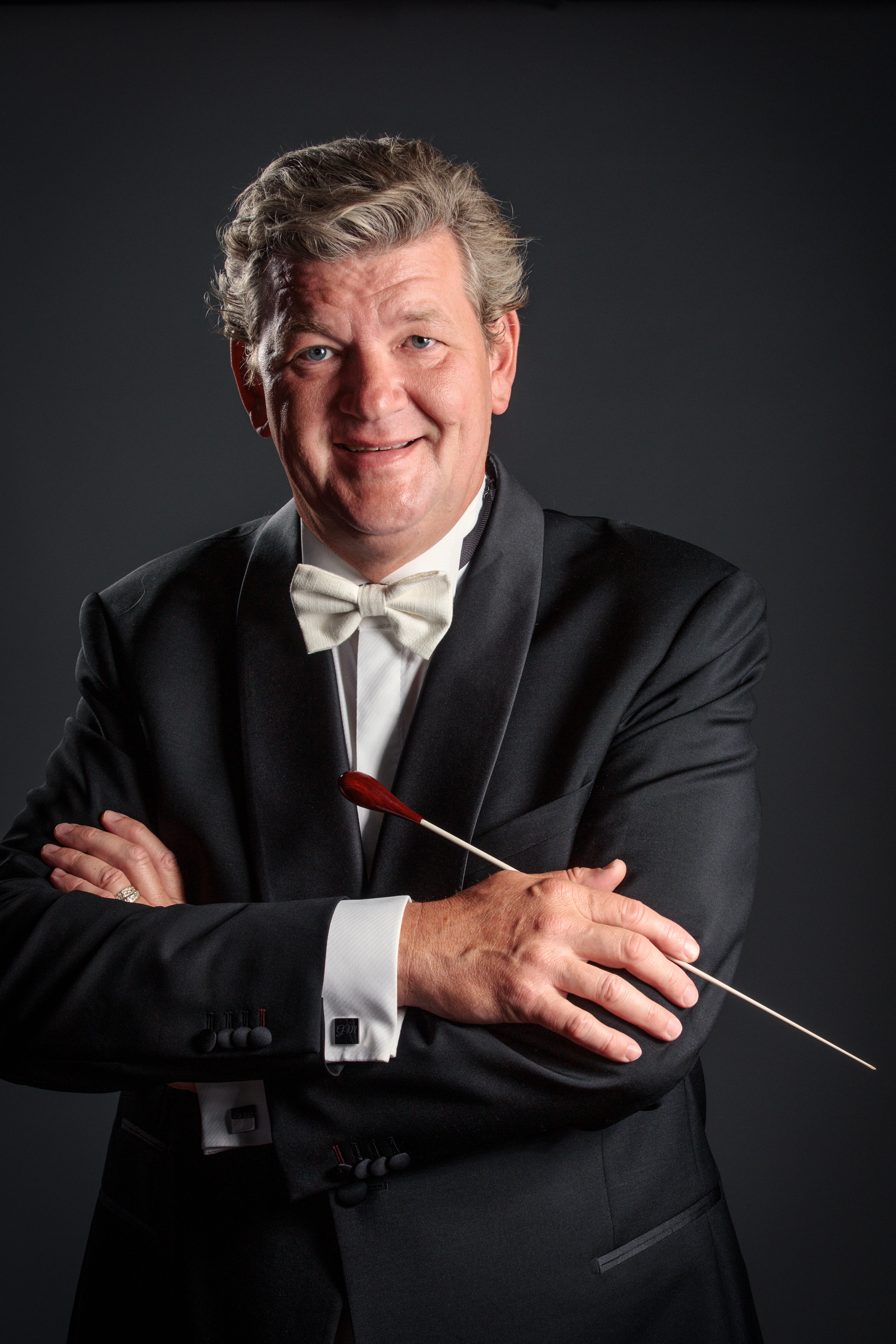

Georges Moreau, 19 april 1968 in Bree - pedagoog, dirigent, producer en arrangeur.

## Levensloop
Na het beëindigen van zijn humaniorastudies aan het Sint-Michielscollege van Bree en zijn opleiding aan de Muziekacademie van Genk, studeerde Georges Moreau achtereenvolgens aan het Koninklijk Conservatorium van Brussel en aan het Koninklijk Vlaams Conservatorium van Antwerpen.
In 1998 sloot Moreau zijn hogere muziekstudies af aan het Lemmensinstituut, nadat hij er het diploma van 'Meester in de Muziek' had behaald voor tuba en het Hoger Diploma voor blaasorkestdirectie, beide met Grote Onderscheiding.
Van 1990 tot 2024 was Moreau verbonden aan het Conservatorium van Hasselt en aan de Muziekacademie van Tongeren. Hij was er leraar kamermuziek, tuba en muziektheorie en coördinator van de kamermuziekklassen. In 1999 en 2000 werd hij uitgenodigd als gastprofessor aan het Koninklijk Conservatorium van Brussel.
Op zeer jonge leeftijd begon Moreau met dirigeren. Op zijn 18de stond hij al op de bok bij de KH St-Michiel van Bree, waar hij zijn oud-leraar en mentor Maurice Vanmechelen opvolgde. In 1999 stelde de KH Concordia van 1839 uit Hilvarenbeek hem aan als dirigent. Onder zijn leiding werd het orkest in 2005 landskampioen in de superieure afdeling.
Vervolgens werd hij dirigent van de Heineken Fanfare van Den Bosch en van de KH Ste-Cecilia uit Zele. Met dit laatste orkest werd hij in juli 2009 kampioen tijdens het 'Certamen Internacional de Bandas de Música' in Valencia. In mei 2010 nam hij met de KH Sint-Martinus uit Opgrimbie deel aan de Europese Concertwedstrijd in Berlijn. Opnieuw kwam de kampioenstitel mee naar België. Met dit laatste orkest behaalde hij in 2012 ook de hoogste score tijdens de concertwedstrijd ‘Flicorno d'Oro’, in het Italiaanse Riva del Garda, en dit in de concertafdeling. In 2014 werd Moreau dirigent van de KF St-Cecilia van Ubachsberg en in 2020, tijdens de eerste corona-lockdown, van Harmonieorkest 'St. Jozef' van Kaalheide-Kerkrade. Momenteel dirigeert hij de KFSL van Eindhout.
In juli 1997 en 2001 nam Moreau met succes deel aan de prestigieuze Internationale Dirigentenwedstrijd van het Wereld Muziek Concours (WMC) Kerkrade.
Sinds 1998 werkt hij samen met muziekuitgeverij Beriato (de Haske/Hal Leonard). Deze geeft al zijn orkestraties en bewerkingen voor blaasorkest uit en stelde hem in 2000 aan als producer en muziekregisseur voor haar cd-opnames.
In 2018 startte Moreau een samenwerking op met uitgeverij Golden River Music waar hij artistiek leider werd van de afdeling Classical Wind Edition. CWE publiceert zijn transcripties voor blazersensembles van werken uit het klassiek repertoire.

## Dirigent
- KH Sint-Michiel, Bree; 1987-1998

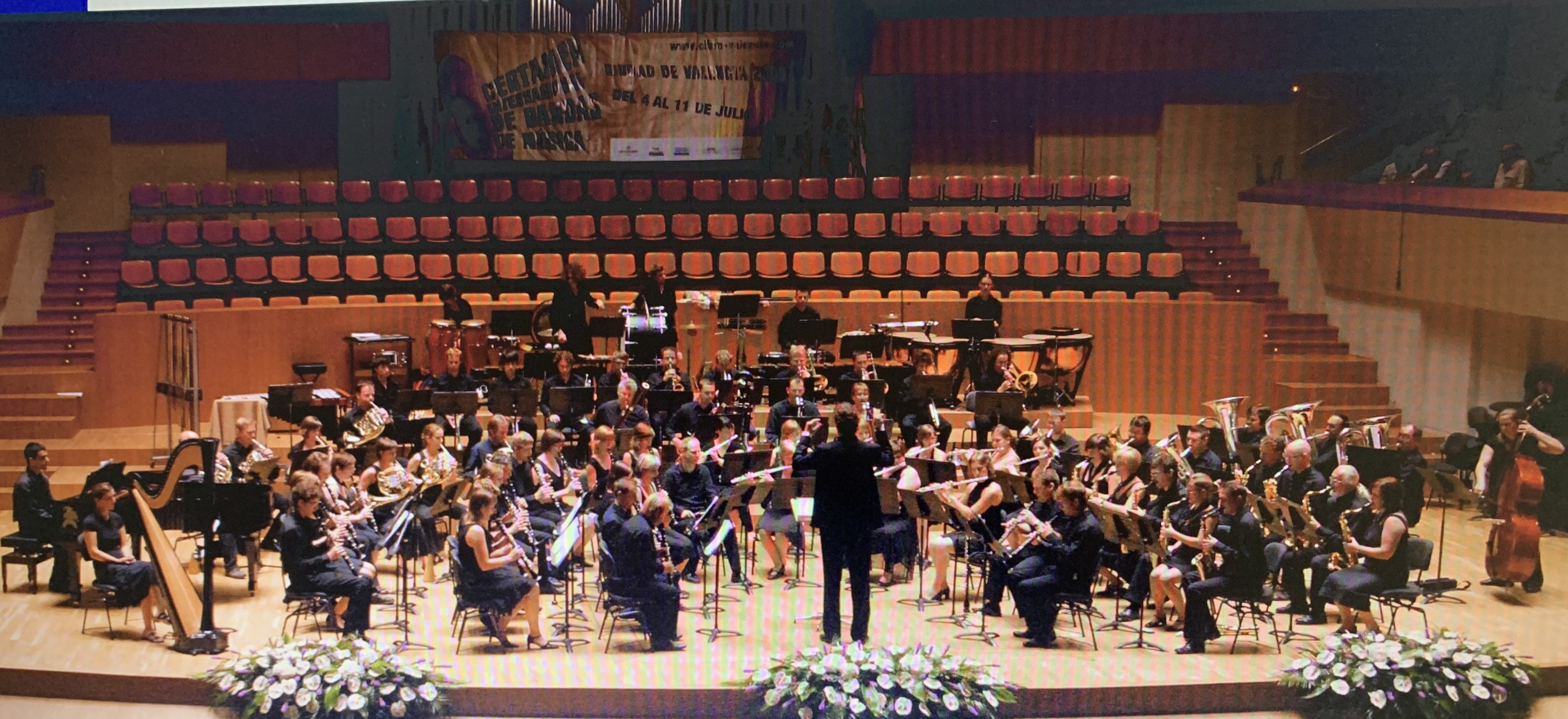

- KH Sint-Cecilia, Nijlen; 1991-1996
- KF Sint-Lambertus, Eindhout; 1994-2002
- KH Concordia van 1839, Hilvarenbeek (NL); 1999-2007
- Heineken Fanfare, Den Bosch (NL); 2000-2008
- KH Sinte-Cecilia, Zele; 2008-2011
- Philharmonie, Leende (NL); 2009-2013
- KH Sint-Martinus, Opgrimbie; 2010-2014
- KF Sint-Cecilia, Ubachsberg (NL); 2014-2018
- KF Sint-Lambertus, Eindhout; 23/5/17-
- Harmonieorkest Sint-Jozef, Kaalheide-Kerkrade (NL); 2020-2023

gastdirigent (selectie)
- Harmonieorkest Conservatorium Brussel
- Kon. Militaire Kapel ‘Johan Willem Friso’ (NL)
- Danish Concertband (DK)
- Vlaams Harmonieorkest
- Harmonie St-Petrus en Paulus, Wolder-Maastricht (NL)
- Harmonieorkest Lemmensinstituut, Leuven
- Kempisch Jeugd Fanfare Orkest
- Symfonisch Orkest Conservatorium Hasselt
- Altena Brass, Andel (NL)
- Orchestre Voltige, Roubaix (F)
- Brass-aux-Saxes, Westerlo
- Koninklijke Harmonie Thorn (NL)
- Harmonie ‘L’Union’, Heythuysen (NL)
- Banda Sinfónico ‘La Artística’ Buñol (E)

## Muziekregisseur en producer

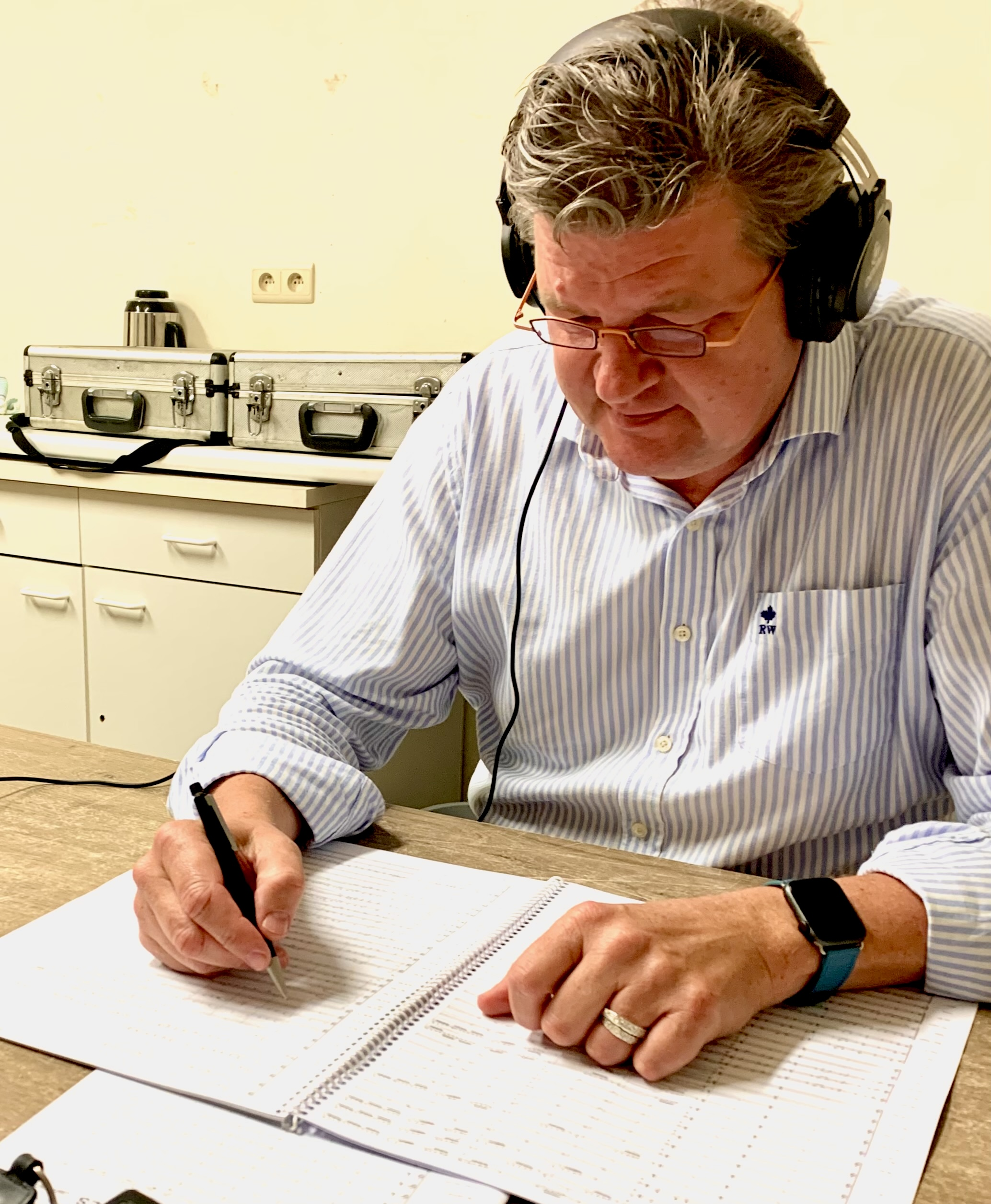

- Danish Concert Band (DK), Misser Jørgen Jense
- Adolphe Sax Fanfare, Manu Mellaerts
- Brass Band Schoonhoven (NL), Alex Schilling
- Harmonieorkest Conservatorium Antwerpen, Dirk De Caluwe
- Musikkorps der Bundeswehr (D), Walter Ratzek
- Kon. Muziekkapel van de Belgische Gidsen, Yves Segers
- Kon. Muziekkapel van de Belgische Gidsen, Frédéric Devreese
- Kon. Muziekkapel van de Belgische Gidsen, Henri Adams
- Kon. Muziekkapel van de Belgische Gidsen, Jan Cober
- Rundfunk Blasorchester Leipzig (D), Jan Cober
- Vlaams Harmonieorkest, Geert Baetens
- Belgian Brass, Manu Mellaerts
- Gé Reinders (NL)
- Simoens Trio
- Banda Sinfónica 'La Armónica' Buñol (E), Frank De Vuyst
- Polizeimusikkorps Baden-Würtemberg (D), Toni Scholl
- Schweizer Armeespiel (CH), Jan Cober
- Vlaams Fanfare Orkest, Juri Briat
- Civica Filharmonica di Lugano (I), Franco Cesarini
- Kon. Militaire Kapel ‘Johan Willem Friso’ (NL), Tijmen Botma
- Kon. Militaire Kapel ‘Johan Willem Friso’ (NL), Frans-Aert Burghgraef
- Orchestre Militaire Grand Ducal de Luxembourg (L), Jean Claude Braun
- La Sinfónico de Llevant (E), Juan Conill
- Orchestre Voltige, Roubaix (F), Thierry Deleruelle
- Brass Band Willebroek, Frans Violet
- Harmonieorkest Ypriana, Nico Logghe
- Kon. Muziekkapel van de Belgische Luchtmacht, Matty Cilissen
- Kon. Muziekkapel van de Belgische Luchtmacht, Yvan Meylemans

## Transcripties en arrangementen

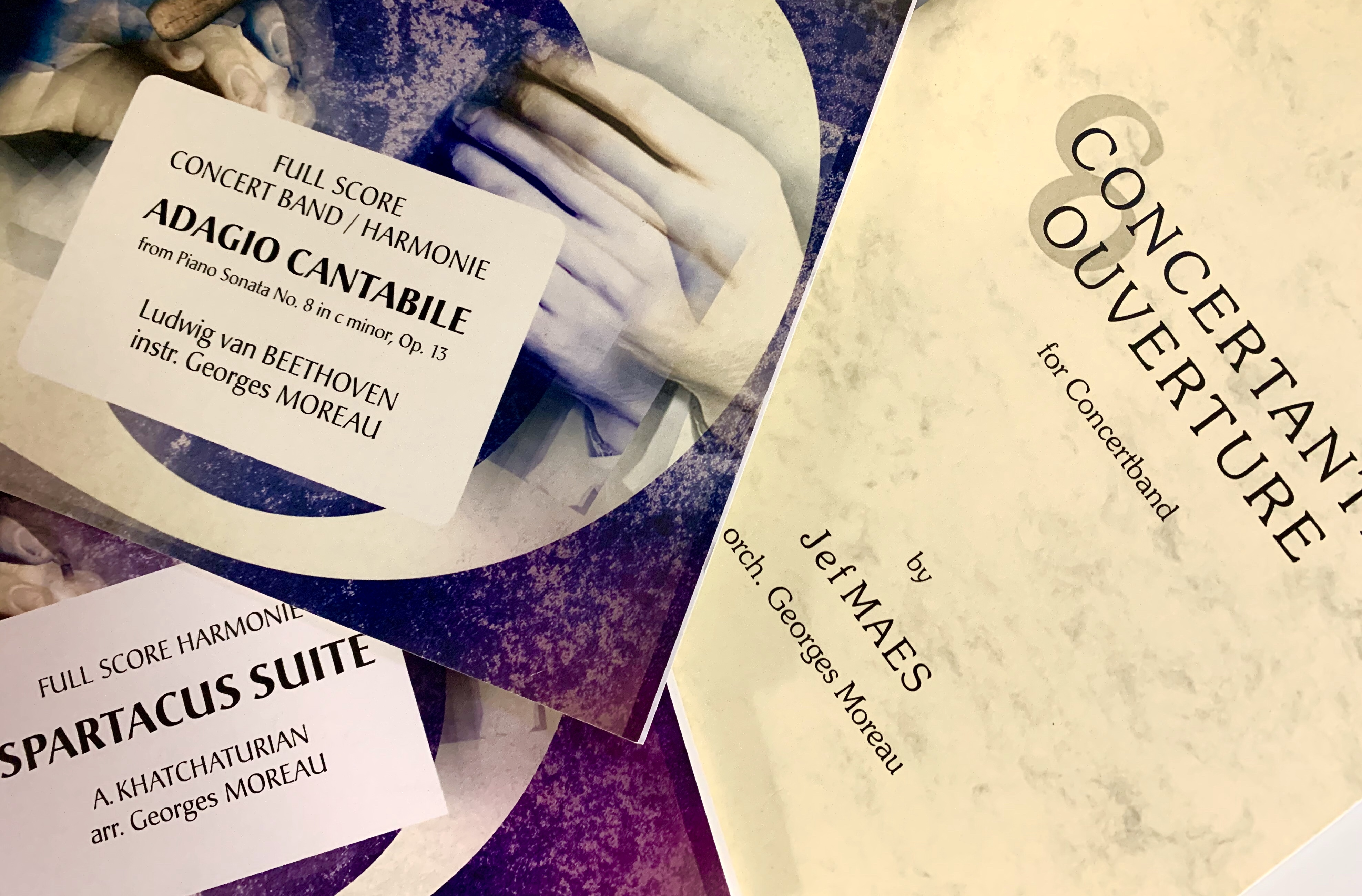

### HaFaBra (Beriato/De Haske Hal Leonard)
marsen:
- Astronauten Marsch, Joseph Ullrich
- Regimentskinder Marsch, Julius Fuçik

solowerken:
- Amazing Grace and Highland Cathedral (doedelzak), traditionals
- Broken Vow (altsax), Lara Fabian
- Das Wolgalied (eufonium), Franz Lehar
- Dear Frog (trombone), onbekend
- Evergreen (altsax), Barbra Streisand
- La Pulce d’Aqua (dwarsfluit), Angelo Branduardi
- Le Rendez-vous de Chasse (4 hoorns), Gioacchino Rossini
- O, mio Babbino Caro (eufonium), Giacomo Puccini
- Solitaire (trompet), Neil Sedaka

symfonisch repertoire:
- Adagio (Symfonie 3), Gustav Mahler
- Adagio (Concerto voor Klarinet), Wolfgang Amadeus Mozart
- Adagio (Symfonie 2), Sergei Rachmaninov
- Adagio Cantabile, Ludwig van Beethoven
- Adagio ‘Spartacus and Phrygia’, Aram Khatchaturian
- Marche Militaire Française, Camille Saint-Saëns
- Polovtian Dances (Belgian Brass), Alexander Borodin
- Salut d’Amour, Edward Elgar
- Spartacus Suite, Aram Khatchaturian

karakterwerken:
- Carnaval Festival (De Efteling), Toon Hermans
- Edith Piaf, le Moineau de Paris, Edith Piaf
- Street Scenes, Clifford Barnes
- Teddy Bears’ Picnic, John Bratton

film- & popmuziek:
- From a Distance, Wet Wet Wet
- Love and Marriage, Jimmy Van Heussen
- Love is all around, Reg Presley
- Remember the Sixties, medley

kerstmuziek:
- A Collection of Christmas Carols, medley
- Santa Claus is comin’, Haven Gillespy

### HaFaBra (eigen beheer)
- Ägyptischer Marsch, Johann Strauss jr.
- A Merry Christmas Party, medley
- Aria ‘The Queen of the Night’ (bastuba), Wolfgang Amadeus Mozart
- Benedictus (The Armed Man) (fanfare), Karl Jenkins
- Child’s Play (2 eufoniums), John Golland
- Happiness around the world, Willy Langestraat
- Heineken Tune, Dick Bakker
- Hymn for Diana (fanfare), Joseph Turrin
- Lament, The Armed Man (eufonium), Karl Jenkins
- In Ecclesiis a 40, Daan Manneken
- Isis und Osiris, Wolfgang Amadeus Mozart
- Riverdance (fanfare), Bill Whelan
- Toccata for Band (fanfare), Frank Erickson

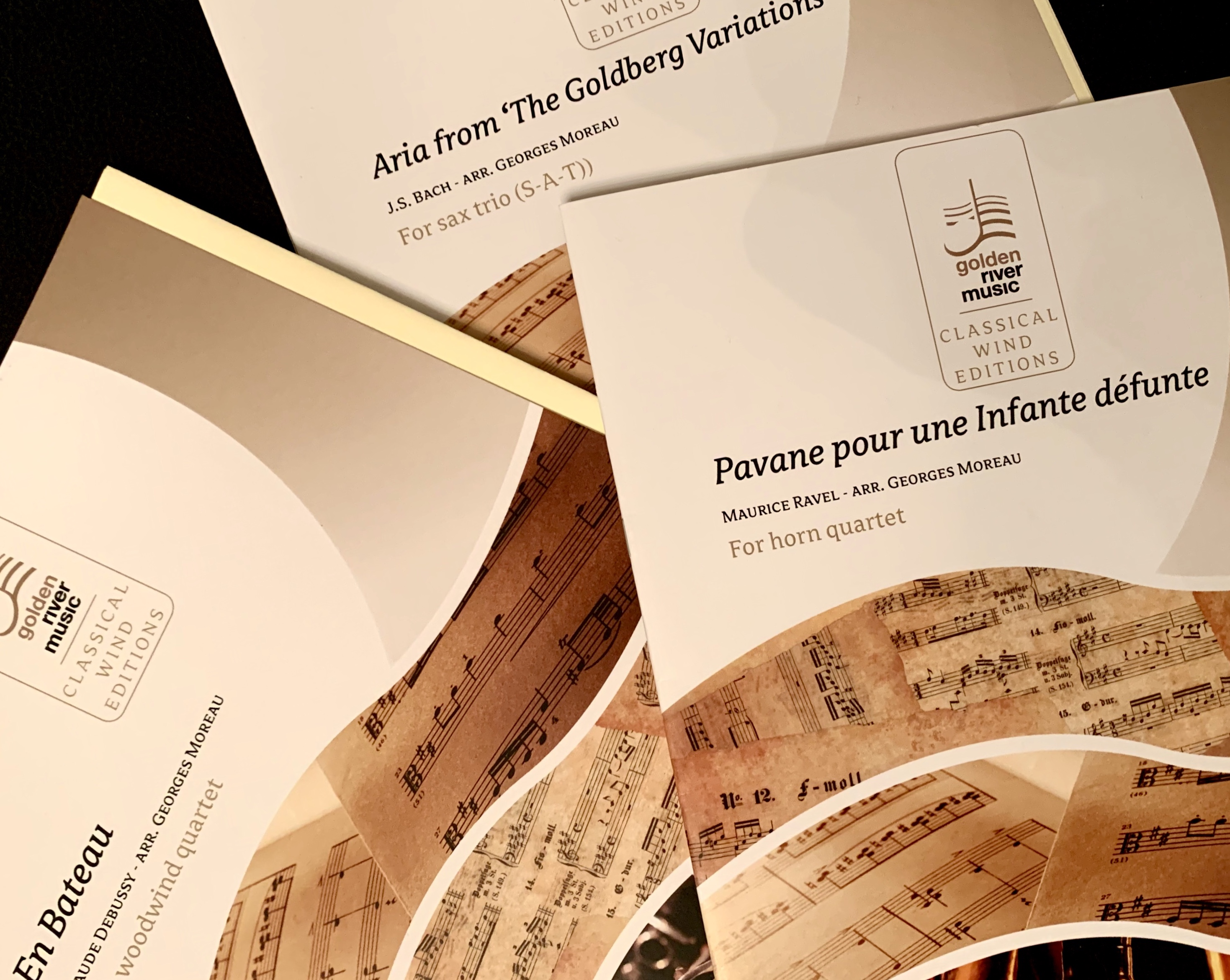

- Valdresj Mars, Johannes Hanssen
- Fantasie III, Peter Benoit
- Remember the Eighties, Medley

### Kamermuziek (CWE - Golden River Music)
- 12 Contretänze, Ludwig van Beethoven
- 3 Gymnopédies, Eric Satie
- Adagio Cantabile, Ludwig van Beethoven
- A Chloris, Reynaldo Hahn
- Aria (Goldbergvariaties), Johann Sebastian Bach
- Ballet des Sylphes, Hecor Berlioz
- Bamboula, Louis Moreau Gottschalk
- Duet fort wo Cats, Gioachino Rossini
- En Bateau, Claude Debussy
- Für Elise, Ludwig van Beethoven
- Intermezzo (L’Arlésienne Suite 2), Georges Bizet
- Lacrimosa (Requiem), Wolfgang Amadeus Mozart
- La Savanne, Louis Moreau Gottschalk
- Locus Iste, Anton Bruckner
- Marche Hongroise, Hector Berlioz
- Marcia alla Turca, Ludwig van Beethoven
- Mikrokosmos – 14 duets, Béla Bartók
- Mikrokosmos – 14 quartets, Béla Bartók
- Ode an die Freude (Symfonie 9), Ludwig van Beethoven
- O Isis und Osiris (Die Zauberflöte), Wolfgang Amadeus Mozart
- Pavane, Gabriel Fauré
- Pavane pour une Infante défunte, Maurice Ravel
- The Crown of Roses, Pjotr Iljitsj Tsjaikofski
- Zweistimmige Inventionen, Johann Sebastian Bach

### Kamermuziek (eigen beheer)
- Dear Frog (The Bone Project), onbekend
- Dear Frog (trombone en piano), onbekend
- Easy Winners (sax-4), Scott Joplin
- Fuga in g (sax-4), Johann Sebastian Bach
- Greensleevest on a Ground (koperensemble), anoniem
- Honor tu us all (Mulan) (3 blazers en piano), Matthew Wilder
- La Pulce d’Acqua (fluit en piano), Angelo Branduardi
- Morgenstimmung (Peer Gynt Suite), Edvard Grieg
- One Hand, One Heart (sax-4), Leonard Bernstein
- Part of the World (Little Mermaid) (3 blazers en piano), Alan Menken
- Yesterday (sax-4), Lennon/McCartney